# Conflicto FIA-FOTA
El conflicto FIA-FOTA fue una serie de enfrentamientos políticos entre la Federación Internacional del Automóvil (FIA) y la ya desaparecida Asociación de Equipos de Fórmula 1 (FOTA) sobre los cambios propuestos a las reglas y regulaciones para la temporada 2010 de Fórmula 1. El debate comenzó sobre la introducción de un tope presupuestario y culminó en la víspera del Gran Premio de Gran Bretaña de 2009 con los equipos de la FOTA anunciando su intención de formar su propia serie rival. A partir de ese momento, la disputa se alivió hasta el punto en que se firmó un nuevo Acuerdo de la Concordia en agosto de 2009.

## Introducción y prehistoria
Los orígenes de la disputa se remontan a mediados de 2008, cuando se aprobaron para la temporada 2009 las reglamentaciones que supondrían la mayor reforma individual en los sesenta años de historia del deporte. A principios de 2009, el presidente de la FIA, Max Mosley, presentó una propuesta para 2010 destinada a asegurar el futuro del deporte a pesar de la crisis financiera de 2007-2008. La propuesta incluía un límite presupuestario opcional de 30 millones de euros (que era de unos 41,6 millones de dólares en 2020), con mayores libertades técnicas y de diseño permitidas a los equipos que nominaron para usarlo. Este fue un punto de discordia entre los equipos, quienes se opusieron a lo que eran esencialmente dos conjuntos de reglas diferentes dentro del campeonato.
En respuesta a esto, Ferrari presentó una orden judicial ante un tribunal francés en París en un intento de detener la implementación de las regulaciones propuestas. Los tribunales dictaminaron que las objeciones de Ferrari no tenían fundamento, dada su historia y su estrecha asociación con el deporte, el equipo había obtenido un veto técnico una década antes que les habría permitido evitar cualquier cambio en el reglamento con el que no estuvieran de acuerdo, pero el tribunal dictaminó que, dado que Ferrari no había utilizado el veto en la anterior reunión del Consejo Mundial de Deportes de Motor de la FIA, no tenían motivos para una impugnación legal.

## Objeciones y retiro de la FOTA
Siete de los equipos de la FOTA: Ferrari, BMW Sauber, Toyota, Renault, Brawn GP, Red Bull y Toro Rosso anunciaron sus intenciones de retirarse del campeonato de 2010 en virtud de no presentar inscripciones. En ese momento, Bernie Ecclestone creía que era posible llegar a un compromiso con los equipos, pero el 15 de mayo, la FIA no logró llegar a un acuerdo con los equipos.
Los diez equipos de la FOTA se reunieron el fin de semana del Gran Premio de Mónaco, donde decidieron por unanimidad retirarse al final de la temporada 2009 a menos que se cambiaran las reglas del tope presupuestario, citando su oposición al sistema de «dos niveles» y la necesidad de continuidad dentro de las reglas de una temporada a la siguiente como sus razones. Sin embargo, Williams presentó una entrada incondicional a la FIA menos de tres días después, alegando que existían únicamente con el propósito de competir y que retirarse iba en contra de su propósito como equipo de carreras. Posteriormente fueron suspendidos de la FOTA mientras continuaban las negociaciones. Force India presentó su propia entrada incondicional el 5 de junio. Ellos también fueron suspendidos por sus acciones. Todos los equipos restantes de la FOTA finalmente presentaron entradas condicionales para la temporada 2010.

## Nuevos equipos para 2010
Al mismo tiempo, la FIA tenía la intención de abrir la grilla de 2010 con tres nuevos equipos y recibió inscripciones de quince partes interesadas, incluidas Prodrive, Lola, US F1 y Brabham. La lista de participantes de 2010 se publicó el 12 de junio e incluía los nuevos equipos Campos Grand Prix, Manor Grand Prix y US F1. La FIA también afirmó que Ferrari, Red Bull y Toro Rosso estaban obligados por contrato a competir hasta 2012, por lo que los incluyó en la lista de participantes, y dio a los equipos restantes Brawn, McLaren-Mercedes, Renault y Toyota una semana para eliminar las condiciones adjuntas a su entradas. Se dijo que hasta cuatro equipos provisionales estaban en negociaciones con la FIA en caso de que uno o más equipos de la FOTA se retiraran para 2010; ya sea por encima del límite presupuestario, una recesión en su división de automóviles de carretera u otras circunstancias atenuantes, se informó que Renault informó a los proveedores de un posible retiro al final de la temporada.
El 16 de junio, la FIA anunció sus intenciones de continuar con el límite presupuestario, ahora elevado a 45 millones de euros (que era de unos 62,4 millones de dólares en 2020) después de que las conversaciones con la FOTA una vez más no lograron encontrar una solución. Afirmando que se había presentado una solución una semana antes, la FIA acusó a las facciones dentro de la FOTA de sabotear las negociaciones y afirmó además que la organización estaba tratando de obtener el control sobre la gobernanza y los derechos comerciales del deporte, una práctica que declaró inaceptable.

## Amenaza de serie separatista
En la semana anterior al Gran Premio de Gran Bretaña de 2009, los ocho equipos restantes de la FOTA escribieron a la FIA, pidiendo un compromiso urgente con la situación y solicitando una extensión del plazo para negociar un nuevo Acuerdo Concorde. La carta dejaba claro que los equipos de la FOTA estaban dispuestos a comprometerse hasta 2012 y proporcionar a los nuevos equipos conocimientos técnicos y asesoramiento. La FIA respondió dentro de dos horas, indicando que estaba dispuesta a tratar con la FOTA, pero afirmó que la fecha límite del 19 de junio se mantendría debido a las obligaciones con los nuevos equipos potenciales y la incapacidad de acordar un nuevo Acuerdo Concorde en un período tan corto de tiempo. La propuesta de Mosley vería la introducción de un tope presupuestario, las reglas del motor y la caja de cambios permanecen fijas y la asignación de calentadores de neumáticos que anteriormente se esperaba que estuvieran prohibidos para 2010. Además, Mosley manifestó su voluntad de revisar la Corte Internacional de Apelaciones de la FIA y abandonar un controvertido apéndice de las reglas de 2010 que le daría a la FIA la autoridad incondicional para establecer reglas.
Sin embargo, después de una reunión en la base de operaciones de Renault en Enstone, los ocho equipos de la FOTA anunciaron sus intenciones de seguir adelante con una serie separatista, similar a las divisiones en las series estadounidenses de carreras de monoplazas entre USAC y CART en 1979 (similar en que la mayoría de los equipos y pilotos de «nombre» se fueron al nuevo campeonato), o CART y la IRL en 1996. Después de amenazar con emprender acciones legales, la FIA renunció a su cargo y se ofreció a hablar con los equipos. Sin embargo, la FOTA no estuvo de acuerdo y afirmó que la decisión ya se había tomado y que no cambiarían de opinión, aunque Christian Horner de Red Bull declaró que sentía que era una tontería comprometerse con todo demasiado pronto. El titular de los derechos comerciales, Bernie Ecclestone, prometió más tarde asegurar el futuro del deporte, alegando que los problemas en curso entre la FIA y la FOTA ascendían a «básicamente, nada».
En general, las encuestas de opinión de los fanáticos en ese momento mostraron un apoyo general a la serie separatista con una encuesta de Sky Sport que mostró que el 91% de los fanáticos italianos apoyaría la posible serie separatista de la FOTA y una encuesta de Network 10 que mostró que más del 65% de los encuestados apoyaba la nueva serie FOTA sobre la Fórmula 1.
El conflicto llegó a un punto crítico el 24 de junio en la reunión del Consejo Mundial del Deporte Automovilístico en París, cuando la FOTA acordó permanecer dentro del campeonato y el presidente de la FIA, Max Mosley, acordó no presentarse a la reelección en octubre. Sin embargo, la resolución estuvo en peligro potencial solo 24 horas después, con Mosley exigiendo a la FOTA en general y Luca di Montezemolo en particular pidiendo disculpas por engañar a los medios, sugiriendo que Mosley era un «dictador» y que no estaría involucrado en la Fórmula 1 hasta que renunció como presidente, no participó en la FIA después y se vio obligado a dejar el cargo.

## Otras complicaciones
El 8 de julio, el grupo de equipos de la FOTA abandonó una reunión con la FIA sobre las reglas futuras. Se informó a la FOTA que no se inscribieron para la temporada 2010 y, por lo tanto, no podían participar en las discusiones reglamentarias. Más tarde se anunció que aún se estaban siguiendo los planes para una serie separatista. Sin embargo, el fin de semana del Gran Premio de Alemania, los equipos de la FOTA expresaron su confianza en poner fin al debate en curso y manifestaron su intención de negociar los términos de un nuevo Acuerdo Concorde directamente con CVC, la empresa que controla los derechos comerciales del deporte, con una posiblemente se encuentre una resolución a tiempo para el Gran Premio de Hungría. Más tarde ese mismo día, Bernie Ecclestone anunció que estaría involucrado en el proceso y prometió asegurar el futuro del deporte con un nuevo Acuerdo Concorde firmado dentro de las 48 horas, poniendo fin a la amenaza de ruptura, y el 15 de julio se confirmó que Max Mosley dejaría la presidencia de la FIA.
El 6 de julio, un equipo anónimo acusó a la FIA de que se habían seleccionado nuevos equipos sobre la base de que no tenían asociación con los fabricantes actuales. El 12 de julio, los solicitantes rechazados, N.Technology, presentaron una demanda legal contra la FIA en París, alegando que habían sido informados de que la única forma de recibir una entrada para 2010 era nominar el uso de un motor de especificaciones Cosworth cuando el equipo lo considerara oportuno. Tenía una «oportunidad real» de asegurar un trato con un proveedor de motores actual. El caso se escuchó el 13 de octubre, y la decisión se emitió el 10 de noviembre, y los tribunales franceses rechazaron los reclamos de N.Technology.

## Acuerdo Concorde de 2009 y retiro de BMW
El fin de semana del Gran Premio de Hungría, los trece equipos se reunieron con el titular de los derechos comerciales CVC para discutir un nuevo Acuerdo Concorde que garantizaría el futuro del deporte hasta 2012. La FIA anunció que estaba dispuesta a firmar el acuerdo siempre que los trece equipos pudieran aceptar medidas de reducción de costos, pero dos equipos, Williams y Manor, habían presentado objeciones tardías a la propuesta. Las regulaciones de reducción de costos propuestas incluyen la homologación de los alerones delanteros y traseros, un límite en la cantidad de actualizaciones que un equipo puede introducir en el transcurso de una temporada, una continuación de la prohibición de pruebas durante la temporada introducida en 2009, restricciones en la cantidad de personal poder asistir a una carrera, y los equipos acordaron cerrar por completo sus fábricas durante las vacaciones de verano.
El 29 de julio de 2009, BMW Sauber anunció que se retiraría de la Fórmula 1 al final de la temporada 2009. Citaron «los desarrollos actuales en el deporte del motor» como la razón de su decisión. Tres días después, el 1 de agosto, se anunció que la FIA había firmado el Acuerdo Concorde, poniendo así fin a la disputa.

## Zoran Stefanović y la Comisión Europea
Tras la demanda de N.Technology contra la FIA, Zoran Stefanović, un aspirante a director de equipo, presentó una queja ante la Comisión Europea que respalda las afirmaciones de N.Technology de que la FIA había exigido a los nuevos equipos que nominaran un motor Cosworth si querían unirse a la grilla de 2010. Stefanovic tenía la intención de formar un equipo que se conocería como Stefan Grand Prix y había explorado la posibilidad de adquirir motores de un fabricante actual. Su queja ante la Comisión Europea alegaba que la FIA demostró parcialidad en el proceso de selección y violó las leyes anticompetencia, y solicitó que el proceso de selección se llevara a cabo nuevamente.
Stefanović había intentado ingresar a la F1 en dos ocasiones anteriores, incluido un intento de comprar los restos del desastroso intento de Lola en 1997. Afirmó que la FIA no solo había mostrado prejuicios contra los equipos que no eran de Cosworth, sino también contra los equipos que serían clasificados como fabricantes, citando que los nuevos equipos Manor, Campos y US F1 se vieron obligados a subcontratar el diseño de su chasis a otras firmas y el diseño. studios mientras que Stefan Grand Prix contó con el apoyo del fabricante de aviones serbio AMCO y, por lo tanto, pudo construir sus propios monoplazas de forma independiente. Este sesgo, afirmó, fue respaldado por el fracaso de Prodrive para hacer la cuadrícula; al igual que Stefan, Prodrive tendría las instalaciones para construir su propio chasis. Stefanović, sin embargo, contó con el apoyo de Mike Coughlan, el ingeniero caído en desgracia de McLaren.
A pesar de la acción planeada de Stefanović en contra, anunció sus intenciones de alinear un equipo a tiempo para la carrera inaugural de la temporada en Baréin y competir a pesar de no tener una posición en la grilla en un movimiento similar al del equipo Phoenix Finance que nació muerto y su intento fallido de comprar una posición en la grilla en 2002. Stefanović citó a la FIA otorgando una decimocuarta posición en la grilla sin precedentes al equipo Qadbak Investments de Peter Sauber como su inspiración, afirmando que en caso de que alguno de los equipos de 2010 se retirara, la FIA podría otorgar otra entrada especial al Stefan GP. Esto contradecía la afirmación de la FIA de que, en caso de que un equipo se retirara, no se emitirían disposiciones especiales.

## Secuelas
Al final, las reglas de tope presupuestario no entraron en la Fórmula 1 para la temporada 2010 y BMW y Toyota finalmente abandonarían la categoría, con BMW Sauber convirtiéndose en solo Sauber, que corrió con monoplazas motorizados por Ferrari en el antiguo lugar de grilla de Toyota hasta 2018 cuando se convirtió en Alfa Romeo Racing. Los otros equipos nuevos que se unieron en 2010: Team Lotus, Virgin Racing y HRT Formula 1 Team, no sobrevivirían por el resto de 2010 incluso después de que los equipos cambiaran de propietario. En 2016, Haas F1 Team se unió a la grilla, llevando la Fórmula 1 a su estado actual de diez equipos que se ha mantenido estable desde entonces. En 2020, los equipos de Fórmula 1 acordaron introducir un nuevo tope de costos para la temporada 2021 que inicialmente se fijó en $175 millones antes de reducirse a $145 millones para 2021 debido a la pandemia de COVID-19. El nuevo límite de costos también disminuirá a medida que pase el tiempo e incluye excepciones como los costos de marketing, los salarios de los pilotos, los salarios de los tres empleados mejor pagados del equipo, las actividades del patrimonio del equipo, los costos financieros, los impuestos, entre otras excepciones. El límite de costos introducido en 2021 es, por lo tanto, el doble de gasto permitido que el límite de costos propuesto en 2009. También en 2020, la Fórmula 1 introdujo una nueva tarifa de franquicia de $200 millones para los nuevos equipos que ingresan al deporte que se compartiría entre los diez equipos existentes para que los equipos muestren un compromiso de varios años con el deporte, compensar la dilución que un nuevo equipo tendría, causa a los totales del fondo de premios existentes que se divide entre todos los equipos de Fórmula 1, y para proteger el valor de los equipos existentes. Antes de esto, la tarifa de franquicia requería que los nuevos equipos pagaran en la categoría, y la tarifa se devolvía gradualmente al equipo.